# فرد فان بيرن
فرد فـان بيرن هو سياسي أسترالي، ولد في 20 يونيو 1936 في كوللوبيتيا في سريلانكا، وتوفي في 11 سبتمبر 2006. نشط حزبياً في حزب العمل الأسترالي (فرع فكتوريا) ‏. وقد انتخب عضو المجلس التشريعي الفيكتوري ‏ عن دائرة Eumemmerring Province ‏ (2 مارس 1985 – 2 أكتوبر 1992).